# توني غارزا
توني غارزا (بالإنجليزية: Tony Garza) هو محامي ودبلوماسي ومحامي وقاضي أمريكي، ولد في 7 يوليو 1959 في براونزفيل في الولايات المتحدة.

## وصلات خارجية
- توني غارزا على موقع إن إن دي بي (الإنجليزية)